# Thriller

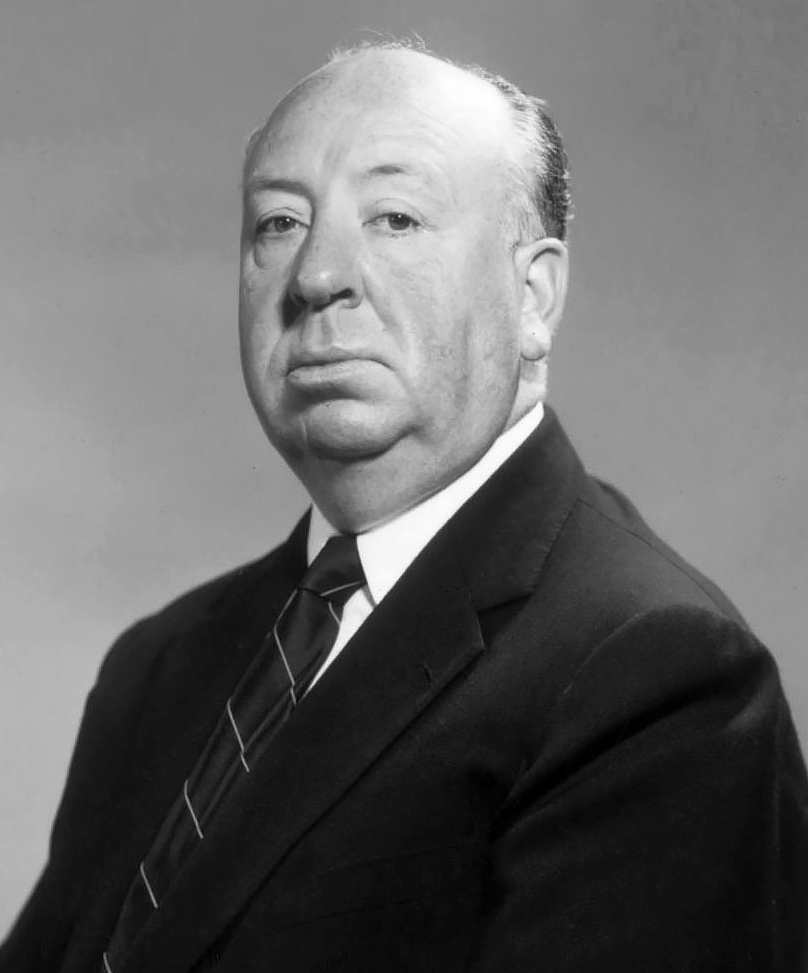
Alfred Hitchcock, celosvětově uznaný jako největší a nejprominentnější filmový režisér v žánru thrilleru

Thriller (z angl. thrill: otřást, vzrušit) je žánr filmu, knihy nebo televizního seriálu, který má u čtenáře nebo diváka vyvolat silné napětí a emoce.

## Thriller a ostatní žánry
Existují dvě poněkud odlišná pojetí, vymezující rozdíl mezi thrillerem a hororem:
- Thriller má v divákovi či čtenáři vzbudit napětí, zatímco horor vzbuzuje strach. Divák thrilleru se tedy obává spíše o osud hrdiny, zatímco divák hororu pociťuje osobní strach.
- V thrilleru je na rozdíl od hororu zdroj napětí reálný, není vyvolán fiktivními, nadpřirozenými jevy.

Je zřejmé, že v obou pojetích jsou tyto žánry navzájem blízké a často se překrývají, mnohá díla tak mohou být řazena do obou kategorií.
Thriller je rovněž blízký detektivce, avšak v thrilleru se hrdina spíše snaží zkřížit plány nepříteli, zabránit spáchání zločinu než odkrývat zločin, který se už stal. I tady ovšem dochází k překrývání žánrů, existuje celá řada detektivních thrillerů.

## Podoba thrilleru

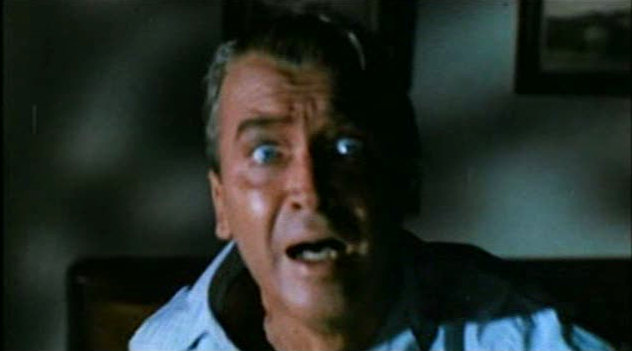
Scéna z filmu Vertigo, roku 1958

Thrillery jsou charakterizovány rychlým sledem událostí, častou akcí a nápaditými hrdiny, kteří musí překazit plány silnějším a lépe vybaveným padouchům. Často se jako nástroje napětí používají falešné stopy a cliffhangery (konec v nejnapínavějším momentu).
Thriller se často koná v neobvyklém prostředí, jako cizí země, pouště, polární oblasti nebo širé moře. V některých thrillerech jsou hrdinové „tvrďáci“, kteří si navykli nebezpečí: strážci zákona, vyzvědači, vojáci, námořníci nebo piloti. Mohou to být ale i obyčejní občané, kteří do nebezpečí upadli náhodou.
Tradičně byli hrdinové muži, ale v poslední době začíná přibývat hrdinek.